# Pinokio u svemiru
Pinokio u svemiru je belgijsko-američki animirani znanstveno-fantastični film iz 1965. koji smješta lik Carla Collodija Pinokija u avanturu raketnog broda. Peter Lazer daje glas Pinokiju. Producirao ga je Ray Goossens u studiju Belvision, uz američko sudjelovanje Norma Prescotta (filmacija) i Freda Ladda. Film je u SAD-u objavio Universal Pictures .
Francuska verzija bila je naslovljena Pinocchio dans l'espace, a nizozemska je bila poznata kao Pinocchio in de ruimte .
Lik Cvrčka koji govori nije bio prisutan u ovoj produkciji. Umjesto toga, Pinocchiov pomoćnik bio je Nurtle, izvanzemaljac Twertle (glas mu daje Arnold Stang ), kojeg je njegova vlada poslala da istraži neobično povećanje radijacije na Marsu. Zajedno se bore protiv Astra, pljačkaškog međugalaktičkog kita koji je tražio osvetu nakon što ga je otela tajanstvena rasa Marsovaca.

## Uloge
- Peter Lazer – Pinokio
- Arnold Stang – Nurtle the Twurtle
- Ray Owens – gospodin Geppetto
- Conrad Jameson – G. Godline/ Sharp
- Mavis Mims – Plava vila
- Jess Cain – Groovy
- Minerva Pious – Majka Plave vile
- Norman Rose – Fedora
- Kevin Kennedy – Astro svemirski kit

## Adaptacija stripa
Godine 1965. Willy Lateste film je adaptirao u strip koji je objavljen u Tintinu .

## Reference
1. ↑  Lenburg, Jeff. 1999. The Encyclopedia of Animated Cartoons. Checkmark Books. str. 197. ISBN 0-8160-3831-7. Pristupljeno 6. lipnja 2020.
2. ↑  Katalog Knjižnica grada Zagreba -. katalog.kgz.hr. Pristupljeno 22. srpnja 2023.
3. ↑  Willy Lateste. lambiek.net

## vanjske poveznice
- Pinokio u internetskoj bazi filmova IMDb-a
- Rotten Tomatoes: Pinocchio in Outer Space
- Bad Movie Planet: Pinocchio in Outer Space
- Flanders Image listing: Pinocchio in Outer Space